# Xã Sumner, Quận Warren, Illinois
Xã Sumner (tiếng Anh: Sumner Township) là một xã thuộc quận Warren, tiểu bang Illinois, Hoa Kỳ. Năm 2010, dân số của xã này là 572 người.